# Jane Ohlmeyer
Jane Ohlmeyer, est historienne et universitaire, spécialisée dans l'histoire irlandaise et britannique de l'Époque moderne. Elle est professeur d'histoire moderne Erasmus Smith (1762) au Trinity College de Dublin et présidente de l'Irish Research Council.
Ohlmeyer est directrice de la School of Histories and Humanities du Trinity College de Dublin, première vice-présidente de Trinity pour les relations mondiales (2011–14) et directrice du Trinity Long Room Hub Arts and Humanities Research Institute (2015–20) ,.

## Jeunesse et éducation
Jane Ohlmeyer est née en Zambie d'une mère nord-irlandaise et d'un père sud-africain, déménageant à Belfast en 1969. Elle étudie l'histoire en tant qu'étudiante de premier cycle à l'Université de St Andrews avant de terminer une maîtrise à l'Université de l'Illinois et un doctorat au Trinity College de Dublin.

## Carrière
Ohlmeyer est nommée professeur Erasmus Smith d'histoire moderne au Trinity College de Dublin (TCD) en 2003. Avant sa nomination au Trinity College de Dublin, elle occupe des postes à l'Université de Californie à Santa Barbara, Yale et à l'Université d'Aberdeen.
En 2015, elle est nommée présidente du Conseil irlandais de la recherche qui accorde des financement et conseille le gouvernement sur les questions politiques liées à la recherche.
De 2015 à 2020, Ohlmeyer est directrice du Trinity Long Room Hub Arts and Humanities Research Institute. En 2011, Ohlmeyer est nommée première vice-présidente de Trinity pour les relations mondiales, poste qu'elle occupe jusqu'en 2014.
Elle est membre de l'Académie royale d'Irlande, de la Irish Manuscripts Commission  et d'un certain nombre de comités éditoriaux et consultatifs, dont le Consortium of Humanities Centers and Institute ,.
En 2021, Ohlmeyer donne les conférences Ford sur "l'Irlande, l'Empire et le monde moderne" à l'Université d'Oxford. 
Ohlmeyer est l'auteure ou l'éditrice de nombreux articles et de 13 livres, dont le volume 2 de The Cambridge History of Ireland, publié en 2018,. Son livre le plus récent est une édition de l'ouvrage d'Edward Hyde, comte de Clarendon A Short View of the State and Condition of the Kingdom of Ireland (Oxford, 2020).

## Mobilisation et plaidoyer
Ohlmeyer est étroitement impliquée dans le développement et le lancement de History Scotland, un magazine trimestriel illustré et interdisciplinaire destiné au grand public. Elle contribue à un certain nombre d'émissions de télévision et de radio et est actuellement producteur exécutif d'une série documentaire en 6 parties, From That Small Island: The Story of the Irish.
Ohlmeyer intervient régulièrement sur des sujets qui concernent plus généralement l'importance des arts et des sciences humaines,,, la valeur de l'inter- et trans-disciplinarité ,, la politique éducative et les humanités numériques. Elle lance un programme gratuit sur la démocratie en 2020.
Ohlmeyer est également coprésidente du groupe de travail sur le Brexit de la Royal Irish Academy, un groupe d'universitaires de toute l'Irlande évaluant l'impact que le Brexit pourrait avoir sur la recherche et l'éducation sur l'île,,.